# Иссерсхайлинген
Иссерсхайлинген (нем. Issersheilingen) — община в Германии, в земле Тюрингия. 
Входит в состав района Унструт-Хайних. Подчиняется управлению Шлотайм.  Население составляет 128 человек (на 31 декабря 2010 года). Занимает площадь 4,14 км².